# Diana Lemešová
Diana Lemešová (* 4. Oktober 2000 in Vranov nad Topľou) ist eine slowakische Fußballspielerin, die seit 2021 in der slowakischen Nationalmannschaft und seit 2022 beim SKN St. Pölten spielt.

## Karriere

### Verein
In der Slowakei spielte Diana Lemešová in der Saison 2017/18 für den ŠK Partizán Bardejov. 2018 wechselte sie nach Österreich zum USC Landhaus, ein Jahr später zum SKV Altenmarkt. Ab 2021 spielte sie für den FC Wacker Innsbruck. 2022 unterschrieb sie einen Zweijahresvertrag beim SKN St. Pölten und wurde damit dort Teamkollegin der slowakischen Nationalspielerinnen Alexandra Bíróová und Mária Mikolajová. Im April 2023 verlängerte sie ihren Vertrag bei den SKN Frauen bis 2025.
Mit dem SKN St. Pölten wurde sie in der Planet Pure Frauen Bundesliga in der Saison 2022/23 österreichischer Meister. Im September 2023 schoss sie unter Trainerin Liése Brancão das 3:0 gegen PAOK Saloniki in der Qualifikation für die UEFA Women’s Champions League 2023/24. Im Frauen-Fußballcup 2023/24 erzielte sie beim 7:0-Sieg im November 2023 gegen den Grazer AK einen Hattrick.

### Nationalmannschaft
Mit der slowakischen Fußballnationalmannschaft hatte sie mit Stand September 2023 siebzehn Einsätze. Ihr Debüt in der A-Mannschaft gab sie am 18. Februar 2021 gegen Malta, wo sie in der 62. Minute gegen Patrícia Hmírová eingewechselt wurde.